# Vito Palmieri
Vito Palmieri (Bitonto, 1º ottobre 1978) è un regista, sceneggiatore e produttore cinematografico italiano.
Attivo nell'industria cinematografica dagli anni duemila, ha partecipato in concorso con i propri cortometraggi e documentari a numerosi festival italiani e internazionali, tra cui al Festival internazionale del cinema di Berlino e al Festa del Cinema di Roma, ottenendo premi alla Mostra del cinema di Venezia, al Toronto International Film Festival, Shanghai International Film Festiva. Palmieri ha inoltre diretto tre lungometraggi: See you in Texas (2016) Il giorno più bello (2016) e La seconda vita (2024).

## Biografia
Si laurea nel 2004 in filmologia al Dams dell'Università degli Studi di Bologna. Nello stesso anno inizia la sua carriera come regista con il cortometraggio Al mare, che ha vinto il primo premio come miglior cortometraggio all'EcoVision Festival e al Laura Film Festival nel 2005.
Nel 2006 gira Tana libera tutti, finanziato dal Ministero per i Beni e le Attività Culturali. La storia di un bambino che, a causa della sua timidezza, non riesce a fare amicizia con la sua vicina di casa coetanea. Il corto viene candidato nello stesso anno ai David di Donatello. Il cortometraggio si aggiudica numerosi riconoscimenti, tra cui il premio della giuria all'Arcipelago Film Festival nel 2007. Nello stesso anno è premiato al Genova Film Festival e al Visionaria International Video Festival nel 2006.
Nel 2009 dirige il cortometraggio Se ci dobbiamo andare, andiamoci, che viene presentato al festival Human Rights di Bologna. Il cortometraggio, che racconta la vita di Anita, tredicenne di origini pugliesi cresciuta in Emilia, ha vinto un premio al Festival del cinema europeo.
Il 2010 è l'anno di Eclissi di fine stagione, selezionato in diversi festival cinematografici italiani tra cui il Giffoni Film Festival, nella sezione Diritti umani.
Nel 2011 ultima il documentario Il valzer dello Zecchino - Viaggio in Italia a tre tempi, prodotto da Fanfara Film e Maxman Coop. in collaborazione con l'Antoniano di Bologna, racconta la storia di tre bambini provenienti da diverse regioni italiane che vogliono partecipare al concorso canoro dedicato ai piccoli più famoso del Paese. Il documentario vince nel 2011 il primo premio come miglior documentario all'Annecy cinéma italien.
Nel 2013 dirige Matilde, cortometraggio selezionato al Festival internazionale del cinema di Berlino nella sezione Generation K-plus, e vincitore di diversi riconoscimenti tra cui il Miglior corto al Toronto International Film Festival nella sezione Kids.
Il 2015 è l'anno del documentario Le pareti di vetro, realizzato con il sostegno dell'Apulia Film Commission, all'interno del progetto Art Vision, e trasmesso sui Sky Arte. 
L'anno seguente dirige il lungometraggio See You in Texas, prodotto da Ascent Film con Rai Cinema. Il film vince nel 2016 il premio della Giuria allo Shanghai International Film Festival e il premio del pubblico al Biografilm Festival, e nel 2017 il Grand Newcomer Award come Miglior lungometraggio al 66º International Film Festival di Mannheim-Heidelberg e il Miglior film al Rencontres du cinéma italien de Grenoble.
Nel 2018 gira il cortometraggio Il Mondiale in piazza, prodotto da Articolture per il progetto ministeriale Migrarti. Candidato ai Nastri d'argento e ai Globi d'oro nel 2019, il corto conquista il primo premio e il premio patrimonio della cultura italiana al Concorso Migrarti durante la Mostra del cinema di Venezia e il premio Leone Film Group ad Alice nella città, sezione autonoma della Festa del Cinema di Roma.
Nel 2024 presenta al Bari International Film Festival il suo terzo lungometraggio La seconda vita, scritto con l'autore dell'omonimo romanzo Michele Santeramo.

## Filmografia

### Regista

#### Cortometraggi
- Al mare (2004)
- Tana libera tutti (2006)
- Se ci dobbiamo andare, andiamoci (2009)
- Eclissi di fine stagione (2010)
- Anna bello sguardo (2012)
- Matilde (2013)
- Il mondiale in piazza (2018)
- Da Teletorre 19 è tutto! (2019)

#### Documentari
- Il valzer dello Zecchino - Viaggio in Italia a tre tempi (2011)
- Le pareti di vetro (2015)

#### Lungometraggi
- See you in Texas (2016)
- Il giorno più bello (2016)
- La seconda vita (2024)